# Княжа-Арена (Щасливе)
Стадіон «Кня́жа-Аре́на» (іноді «Арсенал-Арена») — футбольний стадіон у Щасливому (Київська область), тимчасова домашня арена юнацької (U-19) команди донецького «Шахтаря»; у минулому — домашній стадіон клубів «Княжа» та «Арсенал-Київ».
Відкритий 13 жовтня 2007 року як частина інфраструктури навчально-виховного комплекса. Вміщує 1 000 глядачів, місця для яких обладнано індивідуальними сидіннями.

## Загальна інформація
Стадіон було відкрито 13 жовтня 2007 року за підтримки ЗАТ УСК «Княжа». Першим матчем на новому стадіоні стала гра між ветеранами київського «Динамо» та ветеранами футбольної команди села Щасливого. Поряд зі стадіоном зведено 9-поверховий реабілітаційно-оздоровчий комплекс та критий манеж зі штучним покриттям.
До 2009 року стадіон був домашньою ареною футбольного клубу «Княжа», що проводив тут матчі чемпіонату спочатку другої, а потім і першої ліги. Навесні 2013 року декілька поєдинків на «Княжа-Арені» відіграв білоцерківський «Арсенал». З 2014 року домашні матчі в Щасливому проводить «Арсенал-Київ», а з 2015 року господарями стадіону також стали молодіжні та юнацькі склади донецького «Шахтаря».
У 2017—2018 роках на матчах клубу «Арсенал-Київ» стадіон могли називати «Арсенал-Арена», на матчах команд донецького «Шахтаря» надалі використовується назва «Княжа-Арена».